# Núi Tsukuba
Núi Tsukuba (tiếng Nhật: 筑波山 Trúc Ba Sơn) là một ngọn núi cao 877 m toạ lạc gần Tsukuba, Nhật Bản. Đây là một trong các núi nổi tiếng nhất của Nhật Bản, đặc biệt nổi tiếng với hai đỉnh của nó, Nyotai-san 877m và Nantai-san 871m. Nhiều người leo "núi tím" mỗi năm để ngắm nhìn toàn cảnh đồng bằng Kantō từ đỉnh núi. Vào những ngày trời quang, quang cảnh trung tâm Tōkyō, hồ Kasumigaura và thậm chí cả núi Fuji có thể thấy từ đỉnh núi này. Phần lớn núi ở Nhật Bản là núi lửa nhưng núi Tsukuba thì lại bao gồm các khu vực đá không núi lửa như đá granite và gabbro. Khu vực xung quanh núi là nơi sản xuất đá granite đẹp.